# 観福寺 (川口市)
観福寺（かんぷくじ）は、埼玉県川口市前川にある真言宗智山派の寺院。
山号は「補陀洛山」、院号は「清浄院」で前川観音の通称で知られる。